# Tomoki Iwata
Tomoki Iwata (岩田智輝, Iwata Tomoki), né le 7 avril 1997 à Usa dans la Préfecture d'Ōita au Japon, est un footballeur international japonais. Il évolue au poste de milieu défensif à Birmingham City.

## Biographie

### Oita Trinita
Natif d'Usa dans la Préfecture d'Ōita, Tomoki Iwata est formé par le club de sa région, l'Oita Trinita. Il débute en professionnel lors d'un match de Coupe de l'Empereur face au Yokohama F. Marinos, le 14 octobre 2015. Il est titulaire ce jour-là, et son équipe s'incline après prolongation sur le score de un but à zéro.

### Yokohama F. Marinos
Le 25 décembre 2020, est annoncé le transfert de Tomoki Iwata au Yokohama F. Marinos. Il joue son premier match sous ses nouvelles couleurs le 26 février 2021, lors de la première journée de la saison 2021 de J. League face au champion en titre, le Kawasaki Frontale. Il est titulaire et son équipe s'incline par deux buts à zéro. Il inscrit son premier but pour Yokohama le 27 mars 2021, lors d'une rencontre de coupe de la Ligue japonaise face au Sanfrecce Hiroshima. Titulaire au poste d'arrière droit, il participe à la victoire de son équipe par cinq buts à zéro.

### Celtic Glasgow
Le 30 décembre 2022, le Celtic Glasgow annonce l'arrivée de Tomoki Iwata en provenance du Yokohama F. Marinos. Le joueur arrive sous la forme d'un prêt jusqu'à la fin de la saison, avec obligation d'achat sous certaines conditions.
Iwata fait sa première apparition pour le Celtic le 21 janvier 2023, lors d'un match de coupe d'Angleterre contre le Greenock Morton FC. Il entre en jeu à la place de Callum McGregor et son équipe s'impose par cinq buts à zéro.

### En équipe nationale
En mai 2019, Tokomi Iwata est appelé par le sélectionneur de l'équipe nationale du Japon, Hajime Moriyasu, afin de disputer la Copa América 2019. Il honore sa première sélection durant cette compétition, le 20 juin 2019, face à l'Uruguay. Il est titularisé au poste d'arrière droit ce jour-là, et les deux équipes se séparent sur un score nul (2-2).

## Palmarès
Oita Trinita
- Championnat de J-League 3 (1)
  - Champion en 2016

 Celtic FC
- Championnat d'Écosse de football (2)
  - Champion en 2023 et 2024
- Coupe de la Ligue écossaise de football (1)
  - Vainqueur en 2023
- Coupe d'Écosse de football (1)
  - Vainqueur en 2023

 Birmingham City
- League One (1)
  - Champion en 2024-25
- EFL Trophy
  - Finaliste en 2025

### Distinctions individuelles
- Membre de l'équipe-type de D3 anglaise en 2025 (EFL Awards)[9].